# 946年白頭山噴火
946年白頭山噴火（946ねんはくとうさんふんか）は、946年（中国北部では遼代前期の会同9年、朝鮮半島では高麗前期、日本では平安時代中期の天慶9年）に起きた白頭山の噴火（カルデラ噴火）で、千年紀の終わりに起きたことから、「ミレニアム噴火（the Millennium Eruption）」とも呼ばれる。火山の噴火規模（VEI）は7。
噴火は大きく分けて2フェイズあり、フェイズ1が白色のアルカリ流紋岩、フェイズ2では黒灰色の粗面岩マグマと、組成の異なるマグマによる二段階の過程に分けられる。両者の間には1年程度の時間間隙が推定され、フェイズ1・2ともにプリニー式及び準プリニー式噴火からクライマックスの火砕流噴火に至る。
噴火の総噴出量は約100～120km3で、西暦紀元後では232年タウポ (110km3)、450年イロパンゴ (84-104km3)、1257年サマラス (100km3)、1452年クワエ (108 km3)、1815年タンボラ (110km3)と並ぶ、世界最大規模の噴火であったと考えられている。
この噴火により、白頭山山頂に天池カルデラを形成した。火山放出物は日本海と北日本の約150万km2を覆い、これは白頭山-苫小牧火山灰層（B-Tm）と呼ばれている。
『高麗史』や『朝鮮史』におけるこの年についての記述に「是歳、天鼓鳴、赦」（この年、天鼓が鳴ったため罪人を赦免した）という噴火を裏付けるものがみられ、また『興福寺年代記』に記録された946年11月3日の奈良の白色の降灰は、白頭山由来のものである可能性が指摘されている。また926年に滅亡した渤海の遺民や王族が遼（契丹）に対して抵抗していたが、この噴火の影響で旧渤海領の平定が長引いたと言われている。